# Джозеф Брюс Ісмей
Джозеф Брюс Ісмей (англ. Joseph Bruce Ismay; 12 грудня 1862 — 17 жовтня 1937) — англійський бізнесмен, який служив головою та виконавчим директором пароплавної компанії «White Star Line». Він отримав популярність як найвища офіційна особа компанії «White Star Line», власник лайнера «Титанік», який вижив після катастрофи корабля у 1912 році.

## Життєпис
Джозеф Ісмей народився передмісті містечка Кросбі у графстві Мерсісайд в Англії. Він був сином Томаса Ісмея (7 січня 1837 — 23 листопада 1899) і Маргарет Брюс (13 квітня 1837 — 9 квітня 1907), дочки судновласника Люка Брюса. Томас Ісмей був старшим партнером «Ismay, Imrie and Company» і засновником «White Star Line». Молодший Ісмей отримав освіту в школі Елстрі (англ. Elstree School) і Гарроу (англ. Harrow School), потім навчався у Франції протягом року. Він також навчався в офісі батька і подорожував по світу. Згодом вирушив у Нью-Йорк представником компанії, де піднявся кар'єрними сходами до рангу агента.
4 грудня 1888 року Ісмей одружився з Джулією Флоренц Шеффелін, дочкою Джорджа Річарда Шеффеліна і Джулії Матильди Шеффелін з Нью-Йорка. У подружжя народилося п'ятеро дітей (одна з них померла у дитинстві): Маргарет Брюс Ісмей (нар. 29 грудня 1889 року), Генрі Брюс Ісмей (нар. 3 квітня 1891), Томас Брюс Ісмей (нар. 18 лютого 1894), Евелін Констанц Ісмей (нар. 17 липня 1897 року) та Джордж Брюс Ісмей (нар. 6 червня 1902 року).
У 1891 році Ісмей повернувся з родиною до Великої Британії і став партнером у фірмі свого батька «Ismay, Imrie and Company». У 1899 році Томас Ісмей помер, і Джозеф Ісмей очолив сімейний бізнес. «White Star Line» процвітала під його керівництвом. Крім керівництва власним суднобудівним бізнесом, Ісмей був директором низки інших компаній. Проте в 1901 році він знайшов американців, зацікавлених у будівництві міжнародного суднобудівного конгломерату. Ісмей погодився на злиття його фірми з Міжнародною комерційною морською компанією (International Mercantile Marine Company).

## Як голова White Star Line
Після смерті батька у 1899 році Брюс Ісмей змінив його, ставши головою «White Star Line». Він ухвалив рішення про будівництво чотирьох кораблів, які б перевершували корабель «Океанік» (RMS Oceanic), побудований його батьком, і кораблі Великої четвірки: RMS Celtic (1901), RMS Cedric, RMS Baltic (1903) і RMS Adriatic (1907). Ці судна були розкішні та безпечні, але не швидкохідні.
У 1902 році компанія «J.P. Morgan & Co.», яку фінансувало формування Міжнародної комерційної морської компанії (International Mercantile Marine Company), як Атлантичне судноплавне об'єднання, поглинуло декілька американських і британських ліній. IMM (International Mercantile Marine Co.) як холдингова компанія управляла допоміжними філіями. Джон Морган сподівався домінувати на трансатлантичних лініях за допомогою взаємопов'язаного управління і домовленостей із залізницями, але це було неможливо через нестабільність морського транспорту того часу, американське антимонопольне законодавство і угоду з британським урядом. У 1902 році Ісмей проводив переговори про покупку «IMM White Star Line». У лютому 1904 року Ісмей зайняв місце голови «International Mercantile Marine Co.» і за підтримки Моргана отримав повну владу. «White Star Line» стала одною з філій IMM.

## Титанік

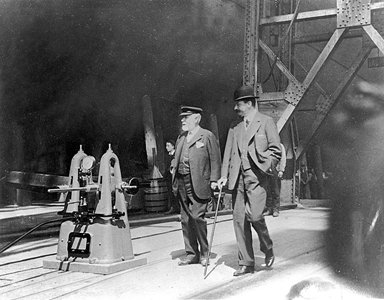
Лорд Піррі та Джозеф Ісмей інспектують «Титанік» перед його спуском на воду 31 травня 1911

У 1907 році Ісмей зустрівся з Лордом Піррі на верфі Harland and Wolff, щоб обговорити відповідь «White Star Line» на «Лузітанію» і «Мавританію», які були витвором їхнього конкурента «Cunard Line». Ісмей хотів, щоб його кораблі були не тільки швидкими, але й мали величезну потужність і безпрецедентну розкіш в історії океанських лайнерів. Остання особливість служила неабиякою перевагою для багатих та успішних людей. Для розміщення розкішних апартаментів і салонів Ісмей наказав зменшити кількість рятувальних шлюпок із 48 до 16. При тому, що 16 — це мінімальна кількість, дозволена Торговою палатою для лайнера з такою кількістю пасажирів. Були спроєктовані та побудовані три кораблі. Другий із них — «Титанік» — вийшов у своє перше плавання з Саутгемптона (Велика Британія) в Нью-Йорк 10 квітня 1912 року. Першим і третім кораблями були «Олімпік» і «Британнік».
Ісмей іноді супроводжував кораблі в їхніх перших рейсах, і «Титанік» був одним із них. Під час рейсу Ісмей розмовляв з головним інженером Джозефом Беллом про можливі тести швидкості, якщо дозволить час. Коли корабель зіштовхнувся з айсбергом в 400 милях від Великої Ньюфаундлендської банки і почав йти на дно в ніч із 14 на 15 квітня 1912 року, Ісмей врятувався на складаній шлюпці C. У своїх свідченнях він сказав, що, коли кораблю залишалися хвилини, він відвернувся, тому не бачив, як «Титанік» затонув. Ісмей був доставлений на борт «Карпатії» та прибув до Нью-Йорка 18 квітня. Через тиждень він давав свідчення з приводу загибелі «Титаніка» як Сенату США (під головуванням сенатора Вільяма Олдена Сміта), так і британській торговельній палаті (під головуванням лорда Мерсі).
Після того, як його підібрала «Карпатія», Ісмей звернувся до лікаря, який, за чутками, не відходив від нього все плавання. Він попросив Капітана Рострона відправити таке повідомлення до офісу «White Star Line» у Нью-Йорку: «З глибоким жалем повідомляю вам, що „Титанік“ затонув сьогодні вранці після зіткнення з айсбергом, внаслідок чого зазнав серйозних людських втрат. Повні відомості — пізніше». Він нічого не їв, прийняв тільки одного відвідувача і знаходився під дією опіатів. Співробітник Ісмея Джек, який вижив, провідував його, намагаючись заспокоїти. Він так висловився про Ісмея в той час: «[Ісмей] дивився прямо перед собою, тремтячи як осиковий лист. Навіть тоді, коли я говорив із ним, він не звернув абсолютно ніякої уваги. Я ніколи не бачив людини, настільки зруйнованої».
Коли Ісмей прибув до Нью-Йорка, його прийняв Філіп Франклін, віце-президент компанії. Він також отримав повістку з'явитися на слухання сенатського комітету, очолюваного республіканським сенатором Вільямом Олден Смітом.

## Критика

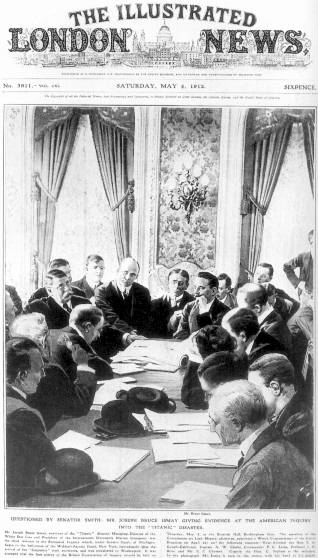
Ісмей (вдалині справа, той що погладжує вуса) дає свідчення під час його виступу перед комітетом Сенату США

Після катастрофи американська і британська преса різко засуджували Ісмея за втечу з корабля, коли на ньому ще залишалися жінки і діти. Деякі видавали карикатури на його втечу з корабля. Письменник Бен Гехт, тоді молодий журналіст із Чикаго, написав вірш, у якому контрастують дії капітана Сміта й Ісмея. Фінальний вірш говорить: «Вся твоя влада в жаху перед лицем смерті, залишитися в нічному морі робота моряка, а бігти з натовпом — благородне право».
Деякі стверджували, що Ісмей дотримувався правила «першими тільки жінки і діти». Він і пасажир першого класу Вілльям Картер запевняли, що сіли в складану шлюпку, коли поблизу не було жінок і дітей. Лондонське суспільство піддало остракізму Ісмея та затаврувало його найбільшим боягузом в історії. Сильна негативна критика лунала від газети, що належала Вільяму Рендольфу Герсту, який вимагав проведення особистої вендети. 30 червня 1913 року Ісмей покинув пост президента Міжнародної торгової компанії та голови «White Star Line», його замінив Гарольд Сандерсон.
На сенатському слуханні Ісмей заявив, що всі судна компанії будуть оснащені шлюпками для пасажирів в достатній кількості. Після розслідування Ісмей і офіцери, що залишилися в живих, повернулися до Англії на борту «Адріатики».

## Суперечки навколо «Титаніка»
Існує ціла низка протиріч, що стосуються дій Ісмея на борту «Титаніка». Під час розслідування Конгресу деякі пасажири дали покази, що чули, як Ісмей тиснув на капітана Едварда Джона Сміта, щоб лайнер ішов швидше і прибув до Нью-Йорка раніше запланованого терміну. Один пасажир стверджував, що Ісмей отримав телеграму з попередженням про айсберги і, не показуючи капітану, сховав її до кишені. Ця заява не була підтверджена чи спростована рештою врятованих офіцерів. Ісмей просив про тести швидкості корабля 15 квітня, але цього не сталося. Крім того, багато капітанів засвідчило, що під цією процедурою слід розуміти максимальне збільшення швидкості лайнера.

## Пізніше життя
Решту життя Ісмей тримався осторонь від очей громадськості. Він відійшов від справ у середині 1920-х років і оселився з дружиною у великому будинку поблизу селища Костелло в районі Коннемара у графстві Голвей в Ірландії. Репутації Ісмея було завдано непоправної шкоди, тому він тримався в тіні. У нього залишився інтерес до морської справи. Він відкрив кадетський корабель «Мерсі» для підготовки офіцерів Британського торгового флоту, пожертвувавши великі суми до фонду загиблих моряків і до фонду торгового флоту під час Першої світової війни.
Його здоров'я погіршилося в 1930-х роках після діагностування у нього діабету, через який у 1936 році йому ампутували частину правої ноги. Після він повернувся до Англії та оселився на півострові Віррел, через річку Мерсі біля Ліверпуля. Джозеф Брюс Ісмей помер в районі Мейфер у Лондоні 17 жовтня 1937 від тромбозу у 74-річному віці. Його похорони відбулися 21 жовтня 1937 року. Його поховали на цвинтарі Патні-Вейл у Лондоні. Після смерті Ісмея його дружина, Джулія Шеффелін, подала прохання про анулювання її британського громадянства і відновлення американського. Американське громадянство було відновлено 14 листопада 1949 року. Джулія Флоренс Шеффелін померла 31 грудня 1963 року у 92-річному віці в Кенсінгтоні, Лондон.